# Храм Светог Преображења Господњег у Стублу
Храм Св. Преображења Христовог налази се у селу Стубал, десетак километара од Владичиног Хана, на левој обали Јужне Мораве. Припада Архијерејском намесништву масуричко-пољаничком, Епархија врањска.

## Историја
Према предању храм потиче с краја XIV века и задужбина је Марка Краљевића.
Легенда каже да се село Стубал налазило у брду а мештани су храм градили у његовом подножју. Оно што би мештани дању саградили, анђели би ноћу преносили на врх брда. Место на коме ће храм бити саграђен одредио је Марко Краљевић бацивши буздован са десне обале Јужне Мораве.
Према подацима Епархије врањске, храм је освештан 29. фебруара 1870. године. Освештао га је Владика Паисије (1806.-1892.), о чему сведочи правоугаона плоча постављена изнад улаза у храм.
Писаних историјских података о храму нема, јер су бугарски окупатори спалили сву црквену документацију 1943. године.

## Архитектура
Храм је сазидан на стени од камених блокова. Има правоугаону подужну основу. По типу је брод (архитектура) - једнобродна грађевина прекривена каменим плочама. На јужном зиду се налазе двоја улазна врата полукружног облика са дрвеним оквиром.
Унутрашњост храма је вероватно била фрескописана, о чему сведочи једина преостала фреска на јужном зиду између два улаза. На њој је представљено Преображење Христово. Иконостас је у источном делу храма и има 21 икону.
Звоник се налази на западној страни, саграђен је од камених блокова као и храм. На звону постоји текст: "Ово звоно општине Стубалске Храма Светог Преображенија Господња салили Ђорђа Боте синови у Вршцу 1884".
Храм је реновиран 1994. године. Оригинални метални крст је постављен на порти храма а на самом храму је постављен нови камени крст.
Заштићен је од стране Завода за заштиту споменика културе у Нишу.

## Галерија слика
- Поглед са источног зида храма
- Поглед са звоника
- Звоник храма
- Порта храма
- Улаз у храм
- Предворје храма